# Infarto medular
Infarto medular é caracterizado pela falta de irrigação de um segmento da medula espinhal, usualmente o segmento dorsal no território da artéria de Adamkiewicz e da artéria espinhal anterior. É uma complicação rara decorrente, em geral, de doenças da aorta abdominal, como a dissecção aórtica, de intervenções sobre esta artéria, como no tratamento de aneurismas ou processos que obriguem o clampeamento aórtico, de compressão arterial por hérnias discais volumosas, de esmagamento de corpos vertebrais com compressão arterial, de processos de arterite, como na periarterite nodosa ou nos estádios tardios da sífilis. Arteriopatias difusas graves e tumores que provoquem compressão arterial também compõem as causas do infarto medular. 